# Đại số giao hoán

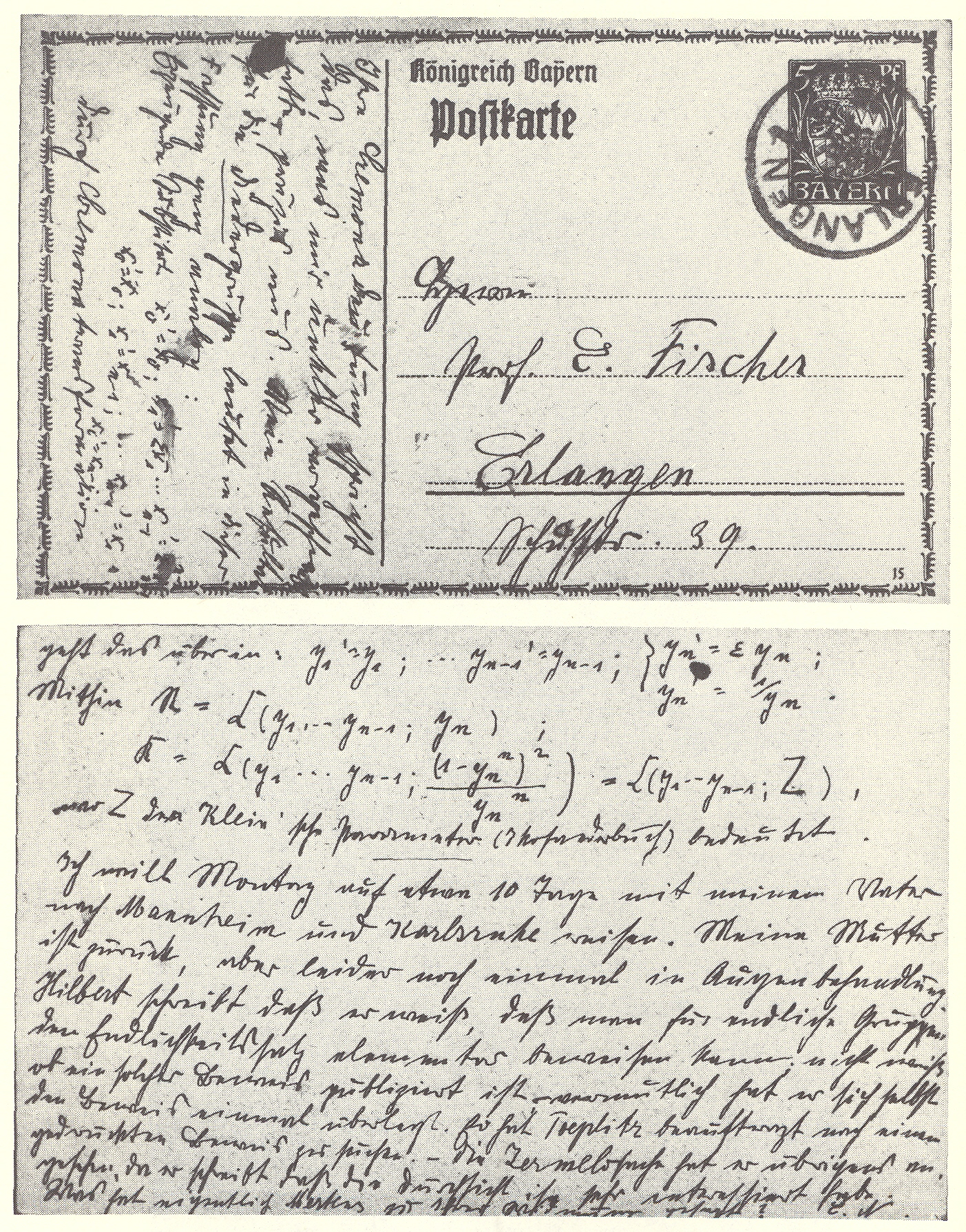
Một bưu thiếp năm 1915 từ một trong những người tiên phong của đại số giao hoán, Emmy Noether, gửi đến E. Fischer, thảo luận công việc của bà trong đại số giao hoán.

Đại số giao hoán là một phân nhánh của đại số nghiên cứu các vành giao hoán, iđêan của chúng và các mô-đun trên các vành như vậy. Cả hình học đại số và lý thuyết số đại số đều được xây dựng dựa trên đại số giao hoán. Các ví dụ nổi bật của các vành giao hoán bao gồm các vành đa thức, các vành số đại số nguyên, bao gồm các số nguyên thông thường {\displaystyle \mathbb {Z} }, và các số p-adic.
Đại số giao hoán là công cụ kỹ thuật chính trong nghiên cứu địa phương của các lược đồ.
Nghiên cứu về các vành không nhất thiết là giao hoán được gọi là đại số không giao hoán; Nó bao gồm lý thuyết vành, lý thuyết biểu diễn, và lý thuyết của các đại số Banach.

## Sách tham khảo
- Michael Atiyah & Ian G. Macdonald, Introduction to Commutative Algebra, Massachusetts: Addison-Wesley Publishing, 1969.
- Bourbaki, Nicolas, Commutative algebra. Chapters 1--7. Translated from the French. Reprint of the 1989 English translation. Elements of Mathematics (Berlin). Springer-Verlag, Berlin, 1998. xxiv+625 pp. ISBN 3-540-64239-0
- Bourbaki, Nicolas, Éléments de mathématique. Algèbre commutative. Chapitres 8 et 9. (Elements of mathematics. Commutative algebra. Chapters 8 and 9) Reprint of the 1983 original. Springer, Berlin, 2006. ii+200 pp. ISBN 978-3-540-33942-7
- Eisenbud, David (1995). Commutative algebra with a view toward algebraic geometry. Graduate Texts in Mathematics. 150. New York: Springer-Verlag. xvi+785. ISBN 0-387-94268-8. MR 1322960.[2]
- Rémi Goblot, "Algèbre commutative, cours et exercices corrigés", 2e édition, Dunod 2001, ISBN 2-10-005779-0
- Ernst Kunz, "Introduction to Commutative algebra and algebraic geometry", Birkhauser 1985,  ISBN 0-8176-3065-1
- Matsumura, Hideyuki, Commutative algebra. Second edition. Mathematics Lecture Note Series, 56. Benjamin/Cummings Publishing Co., Inc., Reading, Mass., 1980. xv+313 pp. ISBN 0-8053-7026-9
- Matsumura, Hideyuki, Commutative Ring Theory. Second edition. Translated from the Japanese. Cambridge Studies in Advanced Mathematics, Cambridge, UK: Cambridge University Press, 1989. ISBN 0-521-36764-6
- Nagata, Masayoshi, Local rings. Interscience Tracts in Pure and Applied Mathematics, No. 13. Interscience Publishers a division of John Wiley and Sons, New York-London 1962 xiii+234 pp.
- Miles Reid, Undergraduate Commutative Algebra (London Mathematical Society Student Texts), Cambridge, UK: Cambridge University Press, 1996.
- Jean-Pierre Serre, Local algebra. Translated from the French by CheeWhye Chin and revised by the author. (Original title: Algèbre locale, multiplicités) Springer Monographs in Mathematics. Springer-Verlag, Berlin, 2000. xiv+128 pp. ISBN 3-540-66641-9
- Sharp, R. Y., Steps in commutative algebra. Second edition. London Mathematical Society Student Texts, 51. Cambridge University Press, Cambridge, 2000. xii+355 pp. ISBN 0-521-64623-5
- Zariski, Oscar; Samuel, Pierre, Commutative algebra. Vol. 1, 2. With the cooperation of I. S. Cohen. Corrected reprinting of the 1958, 1960 edition. Graduate Texts in Mathematics, No. 28, 29. Springer-Verlag, New York-Heidelberg-Berlin, 1975.